# El costo de la vida
El costo de la vida és una pel·lícula mexicana dirigida per Rafael Montero com la seva primera producció industrial l'any de 1988. Produïda en col·laboració pel Fondo de Fomento a la Calidad Cinematográfica, Museo Nacional de las Culturas Populares, Producciones Volcán i Cooperativa Bertolt Brecht. Descriu la situació de desocupació que troba un passant d'arquitectura i la descomposició de la vida en parella afectats per una profunda crisi econòmica nacional. Després que ell és estafat i davant la situació cada vegada més difícil que els porta a la desesperació i al desinterès. Decideixen provar sort i s'animen a assaltar uns locals comercials, però en un d'ells la situació pren un gir tràgic. Durant la cinta es reflecteixen els problemes socials i econòmics que Mèxic presenta en aquests moments.

## Sinopsi
Miguel (Rafael Sánchez Navarro), de vint-i-cinc anys, i Patricia (Alma Delfina), de vint, són una jove parella. Junts rentan un petit departament situat prop de l'aeroport de la ciutat de Mèxic. La crisi econòmica nacional fa ressò davant el tancament de l'empresa constructora que l'havia contractat com a dibuixant. Conjuminat al creixent desinterès i cansament d'ella.
Ell havia abandonat els seus estudis d'arquitectura i ella no havia conclòs la preparatòria i treballava com a caixera. La situació es complica, ella perd l'interès en el seu treball. Conjuminat a la falta d'oportunitats se li suma la pèrdua dels estalvis quan ell és estafat en buscar obtenir les plaques d'un taxi. Sense deixar d'esmentar el creixent endeutament de la parella.
Miguel fracassa i cau en la desesperança. El descoratjament es fa present al no obtenir una font d'ocupació. Com a alternativa per a cobrir les seves despeses busquen obtenir els diners necessaris per altres mitjans. Al principi dels assalts tot surt bé, compleixen vells anhels i decideixen continuar provant sort amb un segon i tercer intent que resulta fatal.
Fins i tot amb els assalts realitzats no paguen els seus deutes i prefereixen la gran vida fins que se'ls acaba els diners.
En aquest procés i amb la por a coll s'aventuren a complir un somni de Patricia, i es coneixeran la mar. Al seu retorn i davant la necessitat de pagar la renda, Miguel perd la vida en un assalt. Patricia prenia consciència de la seva realitat com a dona, ja sola, buscarà el seu propi camí cap a la mar.
Per a alguns dels seus crítics és un cas de nota vermella.

## Festivals
1989 XIII Festival Internacional de Cinema del Caire, Egipte.